# Десять Тысяч островов
«Десять Тысяч островов» (англ. Ten Thousand Islands) — национальный парк в округах Коллиер и Монро, штат Флорида, США.

## География
Национальный парк «Десять Тысяч островов» представляет собой группу островов и островков (Islet), вытянувшуюся примерно на 97 километров у побережья Юго-Западной Флориды между мысом Романо и устьем реки Лостманс. Площадь парка, образованного в 1996 году, составляет 140 км² и управляется Службой охраны рыбных ресурсов и диких животных США. Южная часть архипелага относится к национальному парку Эверглейдс. Главный туристический маршрут протяжённостью около 159 километров проходит от города Эверглейдс-Сити до заброшенного поселения Фламинго.

### Острова

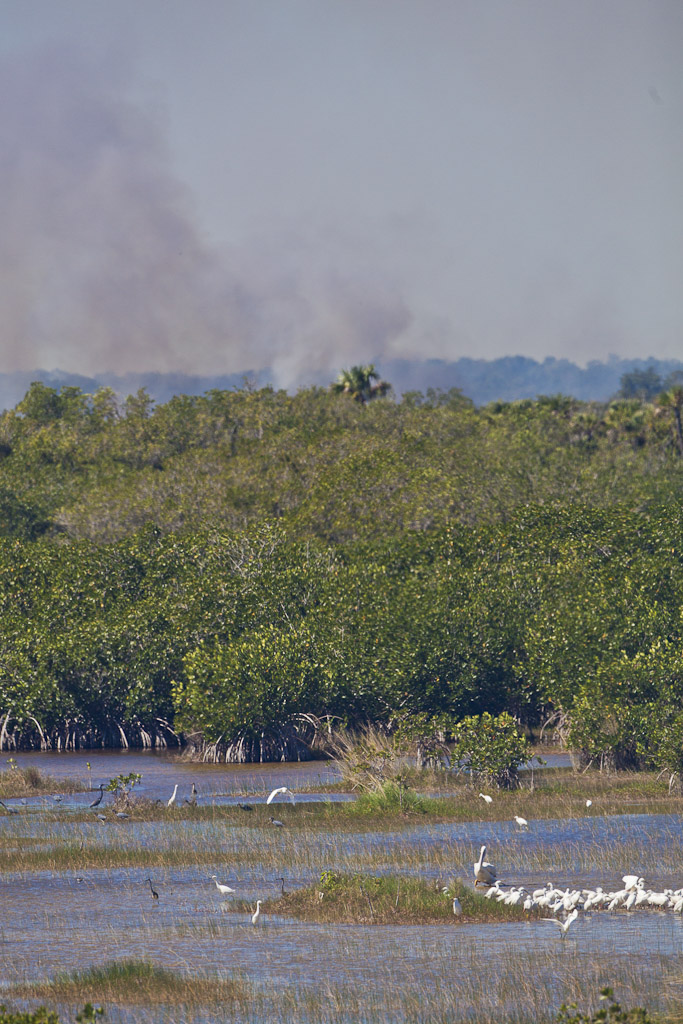
Пожар в заповеднике

Несмотря на название, количество островов исчисляется «всего лишь» сотнями.
Почти все из этих островов не населены и покрыты мангровыми зарослями, но некоторые обитаемы: на крупнейшем острове архипелага, Чоколоски, живут 359 человек (перепись 2010 года), на нескольких других в разное время жили отдельные отшельники или семьи.
Один из островов архипелага, Дисмал-Ки, вызывает особый интерес у археологов, так как является искусственным и сооружался на протяжении примерно полутора тысячелетий; его строительство было закончено примерно за два века до появления во Флориде европейцев.

## История
На Тысяче Островов индейцы обитали минимум с середины 1-го тысячелетия до нашей эры, о чём говорят обнаруженные здесь археологами кьёккенмёддинги — кухонные кучи, состоящие из остатков раковин съедобных моллюсков (устрицы), костей диких животных (олень, кабан), рыбы, золы, черепков посуды. Вполне вероятно, что можно было бы обнаружить и более древние следы пребывания здесь людей, но к сожалению с той поры уровень Мирового океана заметно поднялся и смыл многие следы древних людей.